# Christian Potenza
Christian Potenza (Ottawa, 23 dicembre 1972) è un attore e doppiatore canadese di origine italiana.

## Biografia
La sua prima esperienza come attore risale al 1997, quando interpretò, nella serie televisiva canadese Riverdale, il personaggio di Jimmy. Le sue performance includono anche la partecipazione alla sit-com canadese The Tournament e la comparsa, come l'agente del CSA Joel, nel film con Jackie Chan Lo smoking (2002).
Le sue comparse da attore più note sono però negli spot televisivi, come quella in una pubblicità per la Listerine.
È inoltre comparso nella serie televisiva Colin and Justin's Home Heist.
Come doppiatore è noto soprattutto per il personaggio di Chris McLean, nel franchise canadese A tutto reality.

## Filmografia

### Attore
- Le due verità (Forever Mine), regia di Paul Schrader (1999)
- Lo smoking (The Tuxedo), regia di Kevin Donovan (2002)
- The Arbuckle Academy, regia di Mark Binks, Adam Landucci – cortometraggio (2003)
- King's Ransom, regia di Jeffrey W. Byrd (2005)
- Neil, regia di Boris Mojsovski (2005)
- 436 - La profezia (Population 436), regia di Michelle MacLaren (2006)
- La favolosa avventura di Sharpay (Sharpay's Fabulous Adventure), regia di Michael Lembeck – film TV (2011)

## Doppiatore
- 6teen, 2004-2010 (Jude Lizowski)
- A tutto reality - L'isola, 2007 (Christian "Chris" McLean)
- A tutto reality - Azione!, 2009 (Christian  "Chris" McLean)
- Stoked - Surfisti per caso, 2009
- A tutto reality - Il tour, 2010 (Christian "Chris" McLean)
- I Fantaeroi, 2010-2013 (Trevor Troublemeyer)
- A tutto reality - La vendetta dell'isola, 2012 (Christian "Chris" McLean)
- A tutto reality - All-Stars, 2013 (Christian "Chris" McLean)
- A tutto reality - L'isola di Pahkitew, 2013 (Christian  "Chris" McLean)
- A tutto reality - Le origini, 2018 (Jude Lizowski)

## Doppiatori italiani
- Alessandro Quarta in A tutto reality (Christian "Chris" McLean)
- Simone Crisari in I Fantaeroi (Trevor Troublemeyer)
- Manuel Meli in A tutto reality - Le origini (Jude Lizowoski)